# Óblast de Balashov
El óblast de Balashov (en ruso: Балашовская область, Balachóvskaya óblast’) es un antiguo óblast de la URSS, situado al sudeste de la República Socialista Federativa Soviética de Rusia. Fundado en 1954, fue suprimido en 1957. Su capital administrativa era la ciudad de Balashov (actualmente en el óblast de Sarátov).

## Historia
El óblast de Balashov fue creado por un decreto del Presídium del Sóviet Supremo de la URSS el 6 de enero de 1954. El nuevoóblast reagrupaba los siguientes raiones de cuatro óblasts:  
- óblast de Sarátov : ciudades de Balashov y Rtíshchevo; raiones de Arkadak, Balashov, Kazatckin, Kistendeisk, Krasav, Makárov, Novo-Prokovsk, Rodnichkov, Románovsk, Rtíshchevo, Saltykov, Samóilov y Turkovsk;
- óblast de Stalingrado : raiones de Budárinsk, Dobrinsk, Elansk, Jopior, Kikvidz, Lemeshkinsk, Macheshansk, Nejáyev, Novo-Nikoláyevsk, Uriúpinsk, Rudnia y Viazovsk;
- óblast de Vorónezh : raiones de Aleshkovsk, Bachurovsk, Verjne-Karachansk, Gribánov, Kozlov, Novojopiorsk, Peskov, Poliansk, Povórino, Ternov;
- óblast de Tambov : raiones de Muchkapsk y Shápkinsk.

El óblast fue suprimido por un decreto del mismo Presidium el 19 de noviembre de 1957. 
La creación del óblast aportó significativas mejoras a la ciudad de Balashov: las carreteras principales fueron asfaltadas, construyéndose un gran número de alojamientos y hoteles. Tras la supresión de las instituciones regionales, una parte del personal se encontró sin trabajo. Para eliminar el paro, se estableció la fábrica de mica en los edificios de la administración del óblast.

## Geografía
La superficie del óblast era de 38.418 km². El óblast de Balashov estaba limitado por el norte por el óblast de Penza, por el este por el de Sarátov, al sur por el de Stalingrado y al oeste por los de Vorónezh y Tambov.

## Demografía
Su población ascendía a poco más de 900.000 habitantes, la mayoría habitantes de zonas rurales.

## Subdivisiones
El óblast contaba con:
- cinco ciudades, de las cuales tres estaban subordinadas directamente al óblast (Balashov, Borisoglebsk y Rtíshchevo) y dos subordinadas al raión (Novojopiorsk y Uriúpinsk).;
- 38 raiones ;
- 364 comunas rurales.